# Nationalpark Kolovesi
Der Nationalpark Kolovesi, originalsprachlich finnisch Koloveden kansallispuisto und schwedisch Kolovesi nationalpark, ist ein Nationalpark in der finnischen Region Südsavo und liegt in den Gemeinden Enonkoski, Heinävesi und Savonranta. Seine 23 km² werden fast vollständig von mehreren Seen bedeckt, die allerdings weitgehend von großen Inseln ausgefüllt sind.
Der Nationalpark wurde 1990 gegründet, um die seltene Saimaa-Ringelrobbe zu schützen. Für diese stellen die langen, schmalen Buchten der Inseln ideale Rückzugsgebiete dar, in denen sie ungestört ihre Jungen gebären und aufziehen können.
Aus diesem Grund ist das Befahren des Nationalparks mit Motorbooten von seltenen Ausnahmen abgesehen streng verboten, und auch andere Boote dürfen im Frühjahr nur eingeschränkt benutzt werden. Wer eine Bootstour im Kolovesi-Nationalpark plant, muss sich genau über diese Verbote und Einschränkungen informieren, zum Beispiel bei den nächsten Touristenbüros.
Die Landschaft des Kolovesi-Nationalparks zeichnet sich durch einige steil aus dem Wasser ragenden Felsufer aus. Im Bereich des Berges Ukonvuori gibt es steinzeitliche Felszeichnungen und einen Wanderweg zum Gipfel.